# Max Hürzeler
Max Hürzeler (ur. 4 lipca 1954 w Dübendorfie) – szwajcarski kolarz torowy i szosowy, trzykrotny medalista torowych mistrzostw świata.

## Kariera
Pierwszy sukces w karierze Max Hürzeler osiągnął w 1971 roku, kiedy zdobył brązowy medal w wyścigu punktowym podczas mistrzostw kraju. Na arenie międzynarodowej jego pierwszym trofeum był brązowy medal w wyścigu ze startu zatrzymanego wywalczony podczas mistrzostw świata w Brnie w 1981 roku. W wyścigu tym wyprzedzili go jedynie Mattheus Pronk z Holandii oraz Rainer Podlesch z RFN. Trzy lata później, na mistrzostwach świata w Barcelonie w tej samej konkurencji, ale już wśród zawodowców Hürzeler zdobył srebrny medal, przegrywając tylko z Horstem Schützem z RFN. Swój ostatni medal Szwajcar zdobył w 1987 roku, podczas mistrzostw świata w Wiedniu, gdzie w swej koronnej konkurencji okazał się najlepszy, bezpośrednio wyprzedzając Danny'ego Clarka z Australii oraz Wernera Betza z RFN. Startował także w wyścigach szosowych, jednak głównie na arenie krajowej. Wielokrotnie zdobywał medale mistrzostw Szwajcarii, jednak nigdy nie brał udziału w igrzyskach olimpijskich.